# 小坂順造
小坂 順造（こさか じゅんぞう、1881年〈明治14年〉3月30日 - 1960年〈昭和35年〉10月16日）は、日本の実業家、政治家。長野電灯、信濃毎日新聞、信越化学工業、東信電気の経営者。日本発送電総裁。長野県生まれ。

## 来歴・人物
長野県上水内郡柳原村（現・長野市柳原）で、信濃毎日新聞社長や衆議院議員などを務めた小坂善之助の長男として生まれる。旧制長野中学校（現・長野県長野高等学校）、信濃毎日新聞取締役、日本中学などを経て、1904年に東京高等商業学校（現・一橋大学）卒業する。元社団法人如水会会員であり、籠城事件の際は交渉委員として母校防衛に活躍した。
1904年に日本銀行へ入行、1908年に同行を退職し信濃銀行（現・みずほ銀行）取締役、1911年信濃毎日新聞社長、長野商業会議所会頭、1923年長野電灯社長、1930年
信濃電気、信越窒素肥料（現・信越化学工業）の経営を越寿三郎から引き継ぎ、1931年信越窒素肥料社長、1940年信越窒素肥料を信越化学工業に社名変更、1950年日本発送電総裁、1954年電源開発総裁。電気事業経営者会議委員長なども務めた。
1912年、第11回総選挙に立憲政友会公認で立候補し、衆議院議員に初当選する。その後立憲民政党に所属する。1929年に拓務省政務次官、1932年9月29日に貴族院多額納税者議員（1946年9月4日辞任）、1946年に枢密顧問官と歴任した。1960年10月9日に胸の痛みを訴えて倒れたのち、世田谷区にある自宅で療養を続けていたが、10月16日昼過ぎに79歳で死亡した。死因は心筋梗塞である。勲一等旭日大綬章を贈られた。
渋谷区金王町や世田谷区瀬田に住んだ。世田谷の住居は区指定有形文化財とされ、区立瀬田四丁目旧小坂緑地（旧小坂家住宅）として公開管理されている。墓は多磨霊園にある。

## エピソード
- 父善之助は、八田裕二郎、末松謙澄らとともに軽井沢に別荘を建てた初期の日本人として知られ、1903年（明治36年）に土地を購入し別荘を建てている[10]。その長男である順造は、軽井沢を開いた宣教師アレクサンダー・クロフト・ショーが大塚山の頂上に建てた別荘第1号をショーの死去後買い取り、サロン代わりに使っていたが、後に移築費を添えて軽井沢教会に寄付した[10]。現在はショーハウス記念館として、ショー記念礼拝堂近くに移され一般公開されている。なお順造は軽井沢避暑団（現・軽井沢会）の理事長も務め、のちに弟の武雄もその職を務めた。

## 栄典
位階
- 1918年（大正7年）10月21日 - 従五位[11]
- 1922年（大正11年）4月10日 - 正五位[11]

勲章等
- 1929年（昭和4年）
  - 7月5日 - 勲四等瑞宝章[11]
  - 8月1日 - 勲三等瑞宝章[11]
- 1932年（昭和7年）10月1日 - 朝鮮昭和五年国勢調査記念章[11]
- 1934年（昭和9年）4月29日 - 旭日中綬章[11]
- 1934年（昭和15年）4月29日 - 勲二等瑞宝章[11]
- 1940年（昭和15年）11月10日 - 紀元二千六百年祝典記念章[11]

外国勲章佩用允許
- 1934年（昭和9年）3月1日 - 満州帝国：大満洲国建国功労章[11]
- 1935年（昭和10年）9月21日 - 満州帝国：満州帝国皇帝訪日記念章[11]
- 1941年（昭和16年）12月9日 - 満州帝国：建国神廟創建記念章[11]

## 家族・親族
父親は小坂善之助、弟に小坂武雄、姉妹の夫に花岡次郎、深井英五、津野田是重などがいる。
妻は渡瀬寅次郎の娘。渡瀬や順造らが創業した興農学園代表理事の小坂幸太郎は曾孫。
外務大臣を務めた小坂善太郎は長男、運輸大臣を務めた小坂徳三郎は三男、文部科学大臣を務めた小坂憲次は孫である。長女百合子の夫は東京都知事を務めた美濃部亮吉である（離婚）。第13代日本銀行総裁の深井英五は義弟、天文学者の萩原雄祐は姪の夫にあたる。日本テレビ放送網副社長の萩原敏雄は姪の三男、読売テレビ（ytv）アナウンサーの萩原章嘉と札幌テレビ放送（STV）アナウンサーの萩原隆雄は姪の孫にあたる。